# Diagramma a violino

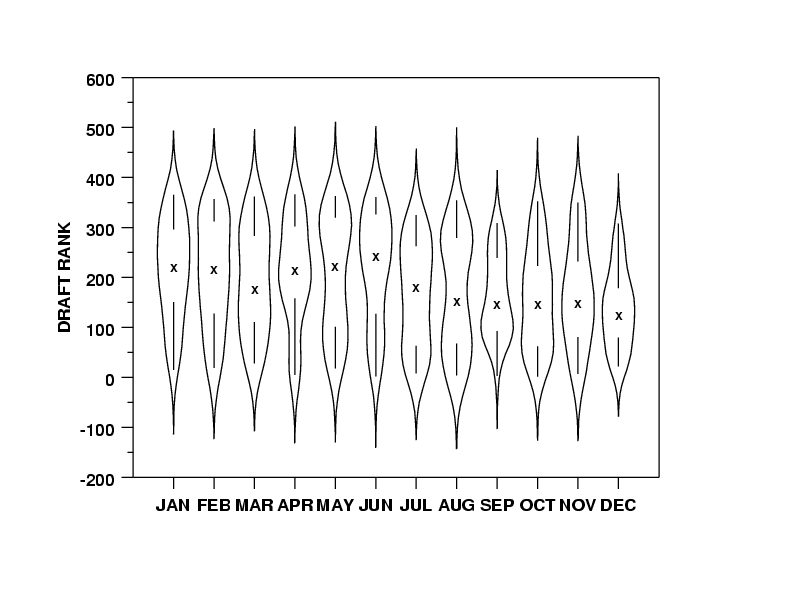
Esempio di diagramma a violino

Esempio di un diagramma a violino in una pubblicazione scientifica su PLOS Pathogens.

Un diagramma a violino è una rappresentazione statistica utile per confrontare le distribuzioni di probabilità. È simile a un diagramma a scatola e baffi, con l'aggiunta di un grafico della densità del kernel ruotato su ciascun lato.

## Storia
Il diagramma a violino è stato proposto nel 1997 da Jerry L. Hintze e Ray D. Nelson per visualizzare informazioni aggiuntive rispetto ai diagrammi a scatola e baffi (detti anche box plot), creati da John Tukey nel 1977. Il nome deriva dalla somiglianza della rappresentazione grafico con il corpo di un violino.

## Descrizione
I diagrammi a violino sono simili ai box plot, tranne per il fatto che mostrano anche la densità di probabilità dei dati a valori diversi, solitamente livellati da uno stimatore della densità del kernel. Un diagramma a violino include tutti i dati contenuti in un box plot: un indicatore per la mediana dei dati, una casella o un indicatore che indica l'intervallo interquartile, ed eventualmente tutti i punti campione, se il numero di campioni non è troppo elevato.
Mentre un box plot mostra statistiche riassuntive come media/mediana e intervalli interquartile, il diagramma a violino mostra la distribuzione completa dei dati. Il diagramma a violino può essere utilizzato in dati multimodali: in tal caso un diagramma a violino mostra la presenza di diversi picchi, la loro posizione e la relativa ampiezza.
Come i box plot, i diagrammi a violino vengono utilizzati per rappresentare il confronto di una distribuzione variabile (o distribuzione campione) tra diverse "categorie": ad esempio, la distribuzione della temperatura rispetto al giorno e alla notte, o la distribuzione dei prezzi delle auto rispetto a diversi produttori di automobili.
Un diagramma a violino può avere più livelli: ad esempio, la forma esterna rappresenta tutti i possibili risultati. Il livello successivo all'interno potrebbe rappresentare i valori che si verificano il 95% delle volte, il livello successivo all'interno potrebbe rappresentare i valori che si verificano il 50% delle volte, e così via.
I diagrammi a violino sono meno popolari dei box plot, possono essere più difficili da comprendere per i lettori che non li conoscono. In questo caso, un'alternativa più accessibile è tracciare una serie di istogrammi impilati o distribuzioni della densità del kernel.